# Leon Dietz d’Arma
Leon Dietz d’Arma (ur. 22 lipca 1902 w Warszawie, zm. 9 stycznia 1972 w Zabrzu) – polski architekt okresu modernizmu, kolekcjoner związany z Górnym Śląskiem.

## Życiorys
Był synem Władysława i Aleksandry z Kowalewskich. Ukończył szkołę kadetów marynarki w Petersburgu, studiował w Kijowie i Warszawie, gdzie w 1933 roku ukończył studia na Wydziale Architektury Politechniki Warszawskiej. Pobierał też nauki na Wydziale Architektury kierowanym przez Adolfa Szyszko-Bohusza przy Akademii Sztuk Pięknych w Krakowie. W latach 1929–1931 pracował w Urzędzie Miejskim w Katowicach, później do wybuchu wojny prowadził własną pracownię architektoniczną. Należał do Deputacji Administracyjnej do spraw urbanistyczno-estetycznych przy magistracie katowickim. Szef górnośląskiego SARP w latach 1933–1939. W 1937 roku na zamówienie Śląskiego Urzędu Wojewódzkiego opracował koncepcję i projekt powtarzalny szkół powszechnych. Był członkiem Polskiego Stowarzyszenia Inżynierów i Techników Województwa Śląskiego.

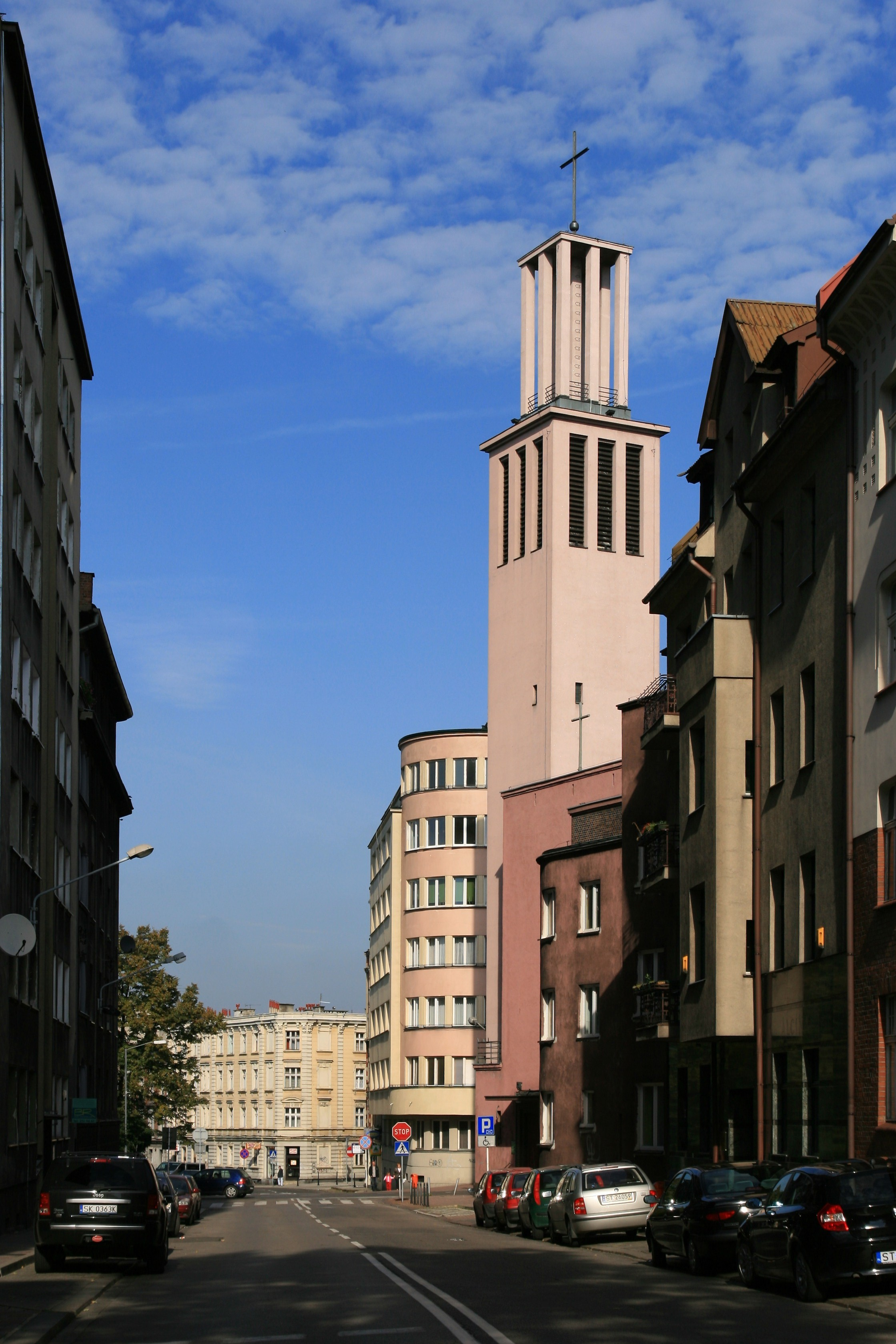
Kościół garnizonowy pw. Św. Kazimierza Królewicza w Katowicach

W okresie okupacji niemieckiej w latach 1939–1945 przebywał w Krakowie. W 1945 roku został dyrektorem Państwowego Przedsiębiorstwa Budowlanego Zjednoczenia Śląsko-Dąbrowskiego w Katowicach, a następnie dyrektorem naczelnym Śląsko-Dąbrowskiego Zjednoczenia Przedsiębiorstw Budowlanych. Ponownie wybrany szefem górnośląskiego SARP w latach 1947–1949. W latach 1951–62 pracował w Biurze Projektów i Studiów Budownictwa Przemysłowego w Poznaniu, pełniąc funkcję Głównego Architekta Poznania. Od 1963 roku pracował w Zakładzie Badań Naukowych GOP PAN w Zabrzu. W 1967 obronił na Politechnice Warszawskiej pracę doktorską „Miasto Zabrze. Jego przeobrażenia i rozwój przestrzenny” pod kierunkiem Gerarda Ciołka i Hanny Adamczewskiej-Wejchert. Był pracownikiem Instytutu Urbanistyki i Architektury w Katowicach.
Był kolekcjonerem miniatur. W 1969 roku część jego zbiorów zakupiło Muzeum w Pszczynie, w dalszych latach powiększając kolekcję o prawie 100 obiektów, dzięki czemu wystawa ukazuje różnorodność miniatury polskiej oraz obcej w okresie ponad trzystu lat.
Odznaczony Krzyżem Kawalerskim Orderu Odrodzenia Polski.

## Realizacje
- Kolonia akademicka im. Franciszka Fiericha Bratniej Pomocy Uniwersytetu Jagiellońskiego w Pławnej, wraz z Z. Zarębą. (1920)[13]
- Budynek Urzędu Miejskiego przy ulicy Młyńskiej z charakterystyczną krzywizną fasady[14], wraz z Lucjanem Sikorskim i Tadeuszem Łobosem[15] (1930)
- Kolonia robotnicza przy ulicy Michałkowickiej w Siemianowicach Śląskich (1931)[16]
- Projekt trybun i wejścia Toru Wyścigowego Towarzystwa Wyścigów Konnych Ziem Zachodnich w Katowicach Brynowie (1931)
- Kościół garnizonowy św. Kazimierza[17], ul. M. Skłodowskiej Curie, Katowice, współpraca Jerzy Zarzycki (1931)
- Budynek kas Totalizatora Towarzystwa Wyścigów Konnych Ziem Zachodnich w Katowicach Brynowie (1932)
- Szkoła powszechna przy ulicy Bogucickiej w Katowicach (1933)
- Willa mieszkalna, ul. Garczyńskiego 3, Kraków (1934)[18]
- Przebudowa poczekalni-wystawy przy głównym wejściu budynku przy ulicy Kościuszki 30 w Katowicach (1935)[19]
- Szkoła podstawowa, ul. Dekerta w Katowicach Wełnowcu (1936)[20]
- Willa Jawa w Wiśle-Jonidle (1937)
- Szkoły powszechne w Bieruniu, Jaworzu, Tychach, Katowicach Ligocie i Pogwizdowie (1938–1939)
- Kasyno oficerskie w Katowicach[21], ul. Raciborska (1939)[22]
- Osiedle mieszkaniowe „Lignozy” w Pustkowie (1939)[23]
- Kaplica przy parafii pw. św. Stanisława BM w Pustkowie-Osiedlu
- Prowizoryczny dworzec autobusowy PKS w Katowicach ul. Zamkowa (1947)